# Olgierd Missuna
Olgierd Missuna (ur. 20 lipca 1904 w Zabłociu, gub. witebska, zm. 30 stycznia 1977 w Warszawie) – polski prawnik.

## Życiorys
Ukończył studia prawnicze na Uniwersytecie Warszawskim, równocześnie studiował w Szkole Sztuk Pięknych im. Wojciecha Gersona i w Institut Français. Następnie pracował w Prokuraturze RP, rozgłos przyniosły mu wystąpienia oskarżycielskie, które były celne i wygłaszane w pięknej formie. Jednym z jego zainteresowań był taniec towarzyski, w 1934 wspólnie z baronówną Dangiel zajął III miejsce na Balu Towarzystwa Pomocy Ociemniałym Ofiarom wojny "Latarnia" w Hotelu Europejskim w Warszawie tańcząc tango. Po wybuchu II wojny światowej został powołany przez prezydenta Warszawy Stefana Starzyńskiego na stanowisko rzecznika dyscyplinarnego w Biurze Dyscyplinarnym Zarządu Miejskiego. Pracował tam do marca 1942, po procesie w sprawie sabotażu, który zorganizowali warszawscy tramwajarze, w której był obrońcą i jej umorzeniu przez Biuro Dyscyplinarne, co wywołało chęć zemsty u niemieckiego starosty Ludwiga Leista, musiał zrezygnować z pracy i ukrywać się do końca wojny w Jaktorowie, gdzie pracował w charakterze ogrodnika. Po zakończeniu działań wojennych, w styczniu 1945 wyjechał do Gdańska, gdzie pracował jako radca prawny, a następnie jako adwokat w Izbie Adwokackiej. W 1957 powrócił do Warszawy, gdzie kontynuował adwokaturę, równocześnie był członkiem Komisji Prawa i Polityki Arbitrażowej Polskiej Izby Handlu Zagranicznego oraz arbitrem w Kolegium Arbitrów tej Izby. Pełnił funkcję zastępcy rzecznika dyscyplinarnego warszawskiej Rady Adwokackiej oraz był wykładowcą szkoleń aplikantów adwokackich z zakresu prawa karnego i teorii wymowy. W 1974 został powołany przez Ośrodek Badawczy Adwokatury przy Naczelnej Radzie Adwokackiej na stanowisko kierownika Zespołu ds. Wymowy, zajmował to stanowisko do śmierci. Mimo rozwijającej się choroby nowotworowej prowadził wykłady z zakresu prawa na Uniwersytecie Warszawskim.
Ponadto był autorem scenariuszy Teatru Telewizji oraz książek z zakresu sądownictwa, w latach 1965-1976 stale współpracował z czasopismem Palestra.
Spoczywa na cmentarzu Powązkowskim w Warszawie (kwatera pod murem Tatarskiej V-62).

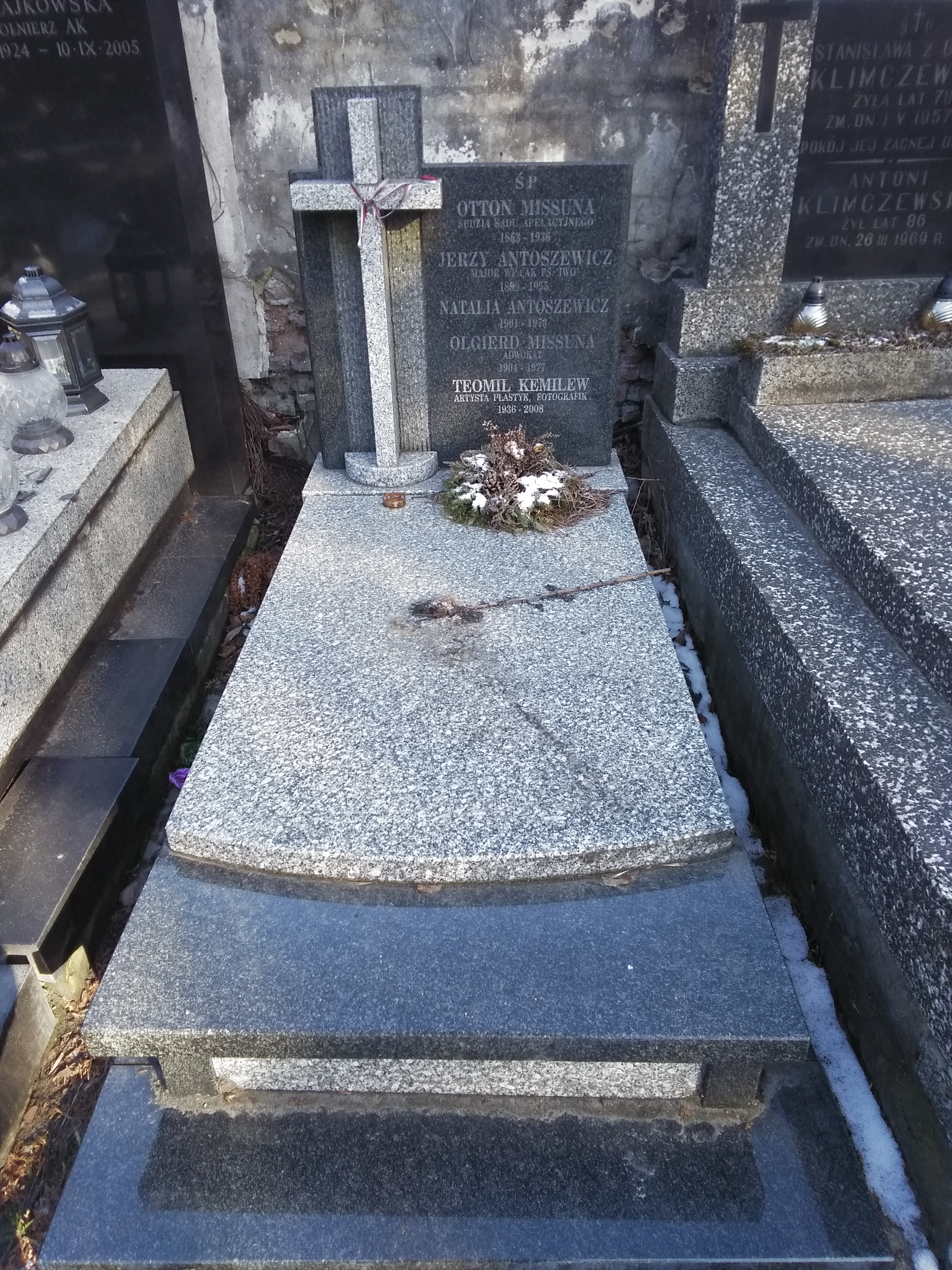
Grób Olgierda Missuny na cmentarzu Powązkowskim

## Dorobek literacki
- Warszawski pitaval literacki;
- Wspomnienia z sali sądowej;
- Sztuka wymowy sądowej (współautor Roman Łyczywek, pośmiertnie 1977).

## Życie prywatne
Jego żoną była Halina z Szyszkowskich (1913-1977), malarka, architekt wnętrz, członkini OW ZPAP. Zmarła cztery dni przed mężem. Ich synem był Michał Missuna.